# Chevrolet Venture
Le Chevrolet Venture est un monospace américain.
Son moteur, un V6 3,4 l ACC, était économe, la suspension était peut-être molle et le freinage avait une mauvaise répartition.
Il est remplacé par l'Uplander.

## Utilisation du nom
Le nom Venture a été utilisé pour la première fois sur un concept car Chevrolet de 1988, en l'occurrence une berline full-size à quatre portes plus aérodynamique que la Chevrolet Caprice de 1991-1996.

## Histoire
Le Venture a été introduit en 1996 pour l'année modèle 1997 en remplacement du Lumina APV au style radical. Aux États-Unis, il a également été vendu sous le nom d'Oldsmobile Silhouette et de Pontiac Trans Sport, qui a ensuite été renommé Pontiac Montana pour 1999 (2000 au Canada). Le Venture est disponible en trois niveaux de finition, la Base, la LS et la LT. Les modèles de base du Venture étaient des modèles à empattement court qui étaient équipés d'une sellerie en tissu, de sièges avant baquets avec appuie-tête fixes, d'une banquette 2 places à la 2e rangée et de roues en acier. La LS est disponible en empattements courts et longs et propose des roues en aluminium, des configurations de sièges variée, des appuie-tête réglables, des airbags latéraux, des vitres électriques (en option sur les modèles de base) et un système d'entrée à distance sans clé. Le modèle LT était un haut de gamme de la LS et était exclusivement un modèle à empattement long et offrait un siège conducteur électrique (en option sur les modèles de base et LS), des sièges en cuir en option, une galerie de toit (en option sur les modèles de base et LS), et une porte coulissante côté conducteur (en option sur les modèles de base et LS de 1997–1999). Les freins antiblocage étaient de série sur toutes les Venture de 1996 à 2002, mais sont devenus optionnels sur les modèles de base par la suite.
Le Venture et ses frères étaient propulsés par le V6 LA1 3,4 L de GM, d'une puissance de 180 ch (134 kW). Après 1999, le moteur a été légèrement repensé pour produire 5 ch supplémentaires (4 kW), pour un total de 185 ch (138 kW), et le système d'alarme pour les ceintures de sécurité, la porte entrouverte, le niveau de carburant bas, etc. a été changé. Toutes les Venture utilisé une transmission automatique à quatre vitesses. Le Venture était l'un des rares monospaces à avoir une configuration de sièges pour 8 passagers en option lorsque la plupart des monospaces pouvaient accueillir jusqu'à 7 passagers. En 2000, la porte coulissante côté conducteur est devenue la norme à tous les niveaux de finition, lorsque les modèles de monospaces avec portes coulissantes côté passager uniquement sont rapidement tombés en disgrâce depuis les modèles de monospaces Chrysler de 1996. L'extérieur a été rafraîchi en 2001, une alarme de recul a été ajoutée pour indiquer d'éventuels obstacles derrière le véhicule et la transmission intégrale a été introduite en 2002. En 2002 également, un nouveau volant équivalent à celui de la Chevrolet Impala de 2000-2005, remplaçant le volant équivalent à celui de la Chevrolet Lumina de 1995-2001. Nouveau pour cette génération, des filtres à air pour l'habitacle ont été installés et les filtres sont accessibles par l'arrière d'un panneau facilement accessible depuis l'intérieur de la boîte à gants.
La configuration de sièges 2-3-2 en option a été abandonnée au profit des configurations de sièges 2-2-3 ou 2-3-3 plus conventionnelles. Le 2-3-3 était la norme pour le Buick GL8 de fabrication chinoise, et une configuration de 10 sièges disposé en 3-4-3 a été utilisé dans une version de la Chevrolet Venture de fabrication chinoise pour l'exportation vers les Philippines et l'Amérique latine (où il est vendu aux côtés du Venture des États Unis) où les 10 places sont favorisées avec des taxes plus faibles. Les avis et les ventes étaient généralement peu enthousiaste, en particulier concernant la cabine relativement étroite en raison de sa conception pour les routes européennes. Les monospaces étaient disponibles en empattements courts et longs, et en versions à traction intégrale comme les monospaces Chrysler. La banquette de troisième rangée a été conçue pour se replier à plat (introduite pour 2001 et disponible sur les modèles LS et Warner Bros.), mais formant un plancher plus élevé contrairement aux monospaces Honda, Mazda et Nissan qui se repliaient dans un trou derrière la troisième rangée.
Le Venture a été remplacé après 2005 par le Chevrolet Uplander, qui était essentiellement une version reliftée avec une configuration à empattement long et un nez plus long qui servait principalement à améliorer la distance d'écrasement et à ressembler davantage à un SUV. Seul le Venture à empattement long été vendu pour 2005 aux États-Unis, mais l'empattement court était toujours offert au Canada. La production du Chevrolet Venture a pris fin le 24 juin 2005.

## Opel Sintra

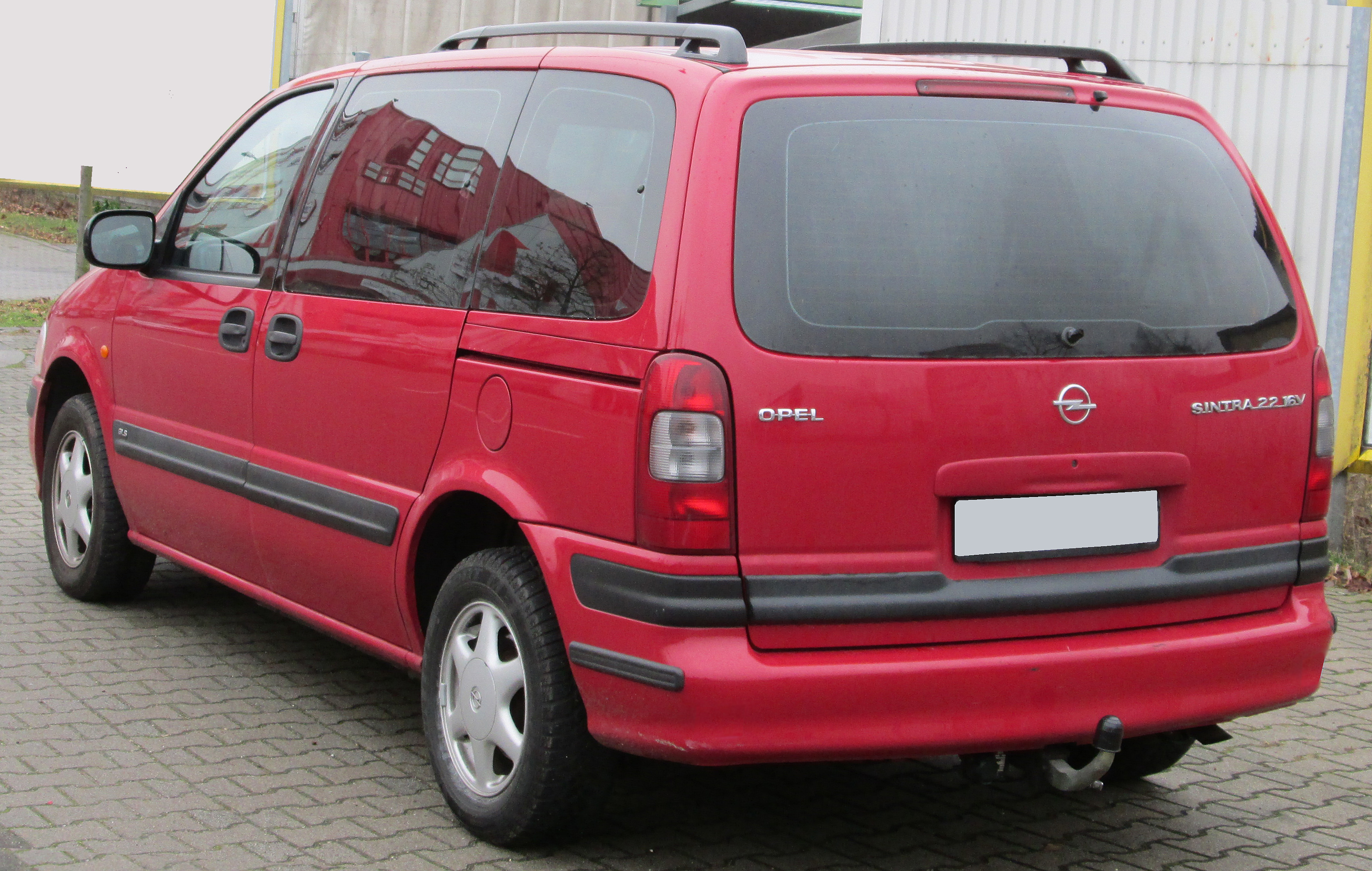
Arrière d'un Opel Sintra.

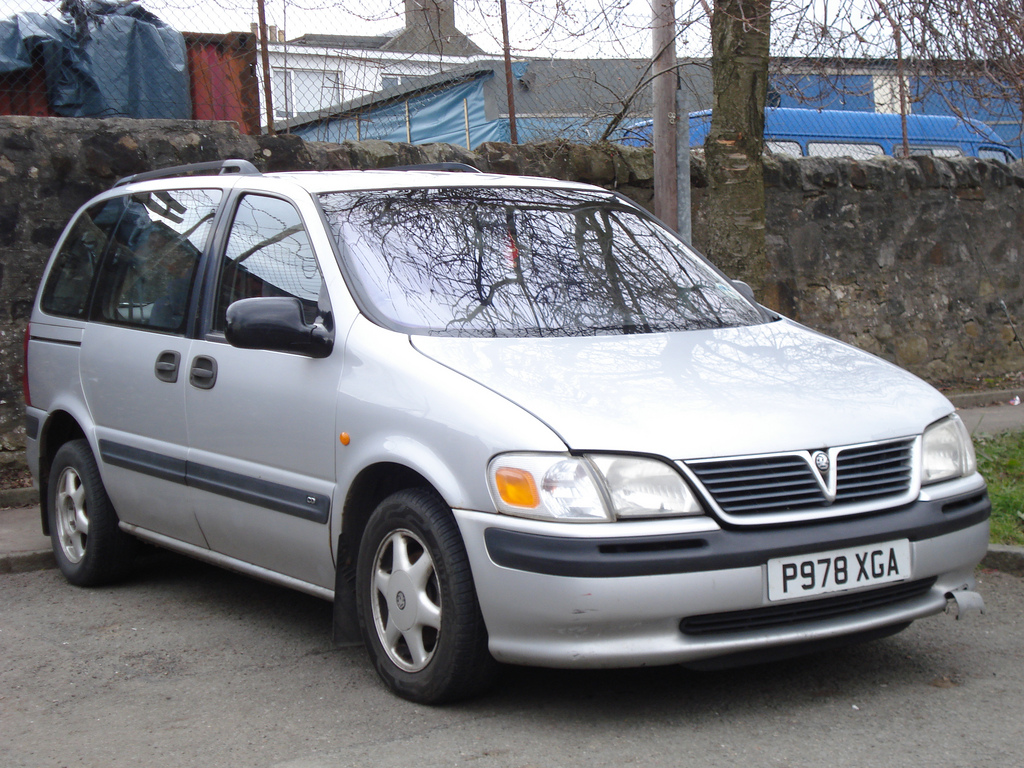
Vauxhall Sintra.

Le développement du véhicule vient de la nécessité d'Opel de proposer un monospace pour le marché européen. Ces véhicules sont à la mode, vendus au prix d'une grosse berline et dégagent de belles marges. Mais la maison-mère General Motors se montre plus frileuse : pour réduire les coûts et gagner du temps, le futur monospace Opel sera un van américain rebadgé. C'est une « voiture mondiale », qui outre le nom de Vauxhall Sintra, est vendue aux États-Unis sous les noms de Buick GL8, Chevrolet Venture, Pontiac Montana ou encore Oldsmobile Silhouette. Seule particularité notable du modèle européen : le Sintra utilise des moteurs Opel, plus adaptés au marché européen que le moteur proposé outre-atlantique, le GM LA1, un V6 de 3,4 L de cylindrée. De plus, avec ses portes arrière coulissantes, sa modularité, ses huit places, sa transmission manuelle avec levier de vitesse au plancher, le véhicule reprend les codes des monospaces concurrents.
Le Sintra est basé spécialement sur la version courte empattement de la seconde génération de la plateforme GM U et a la même plateforme, les voies avant et arrière sont les mêmes que la version courte du Chevrolet Venture ou du Pontiac Montana/Trans Sport, Oldsmobile Silhouette les mêmes dimensions extérieures. Tous les véhicules basés sur la plateforme U de GM, ont été construits à Doraville.
Présenté au Salon de l'automobile de Genève de 1996, le monospace Opel est destiné à être livré à partir du printemps 1997.
Mais le marché commence à être saturé de monospaces, le public juge le Sintra banal, quand les professionnels s’inquiètent de sa finition intérieure : les matériaux utilisés sont largement en dessous des standards de la marque. Par ailleurs, des soucis de fiabilité ne tardent pas à se manifester : une enquête fiabilité de JD Power classe le Sintra 182e… sur 182 véhicules ! Les objectifs de ventes sont loin d’être atteints et les rares clients sont mécontents. Ces défauts ne sont résolus que partiellement par plusieurs modifications apportées tout au long de la durée de vie du modèle, comme, le remplacement des tissus à l'année-modèle 1997. Opel à voulu rivaliser ses concurrents Renault Espace, Citroën Évasion/Fiat Ulysse/Lancia Zeta/Peugeot 806, Ford Galaxy/Seat Alhambra/Volkswagen Sharan, Chrysler Voyager, Hyundai Trajet, Kia Carnaval.
Mais le coup de grâce est porté en 1998, un an après le début de la production, quand l’organisme Euro NCAP s'intéresse à l'Opel Sintra. Le verdict est sévère : le Sintra présente de graves lacunes au niveau de la structure de la cabine et de la colonne de direction. Son comportement au crash-test frontal est inacceptable : l'image du Sintra est anéantie. Opel cesse la production du modèle et brade les stocks : deux ans après son lancement, la carrière du Sintra prend fin.

## Fiabilité
Ce modèle s'est avéré peu fiable. En avril 2001, le Sintra, qui n'est plus vendu en Grande-Bretagne, arrive en position 182 sur 182 par J D Power "enquête pour la satisfaction du consommateur" couvrant les voitures immatriculées en Grande-Bretagne entre août 1998 et août 1999.

## Modifications d'année modèle
- 1997 : Introduction du modèle de base au début de 1997. Les Venture de 1997-1999 étaient leur nouvelle version. Le modèle LS est également introduit.
- 1998 : Portes coulissantes électriques et OnStar étaient disponibles en option sur tous les modèles.
- 1999 : Une nouvelle finition Warner Bros. Edition est également introduite pour l'année modèle 1999 sur le Venture, ainsi qu'un système de télévision intégré avec un lecteur DVD et un système de magnétoscope intégré.
- 2000 : -
- 2001 (rafraîchissement) : OnStar est désormais une fonctionnalité standard sur le Venture. Le Venture avait également reçu un rafraîchissement en milieu de cycle avec une calandre avant redessinée qui correspond à la calandre avant de la Chevrolet Impala. Le Venture 2001 avait également reçu un nouveau volant redessiné.
- 2003 : D'autres finitions d'équipements ont été introduites pour 2003. Le Venture est désormais disponible avec la radio satellite XM.
- 2004 : La finition LT est abandonnée.
- 2005 : C'est la dernière année pour le Venture. Le Venture est inchangé. La version à empattement court du Venture n'est désormais disponible que pour les sociétés de location de voitures et pour le marché des flotte pour l'année modèle 2005. Le Venture est remplacé par l'Uplander.

## Warner Bros. Edition
Un Warner Bros. Edition, introduit en 1999, comprenait des sièges en cuir ou en tissu, des dispositifs de retenue pour enfants intégrés de série, des badges Warner Bros. avec Bugs Bunny s'appuyant sur le logo Warner Bros. et un système de divertissement DVD, une nouveauté à l'époque (cependant, certaines éditions incluaient un lecteur VHS à la place).
Le Warner Bros. Edition était un modèle très rare qui n'était produit que pour les années modèle de 2000-2003 et le seul modèle à avoir un extérieur monochromatique (comme son jumeau Silhouette) par opposition aux accents noirs que les autres Venture proposaient et ce modèle est seulement vendu en quatre couleurs : bleu, rouge, argent et noir. Ces modèles comprenaient des compilations VHS et DVD des Looney Tunes, un pyjama pour filles, une glacière avec des porte-canettes, un porte-clés spécial et une couverture de plage, en tant que kit d'agrément.

## Sécurité

### NHTSA
La National Highway Traffic Safety Administration (NHTSA) des États-Unis a attribué à la Chevrolet Venture de 1997 une cote de quatre étoiles sur cinq en cas de collision frontale et de cinq étoiles en cas de collision latérale. Les tests sur les années modèle suivantes ont donné des résultats de quatre étoiles dans la plupart des catégories et de trois ou cinq étoiles dans d'autres. La NHTSA n'effectue pas de tests de collision frontale décalée.
L'Insurance Institute for Highway Safety a testé le Pontiac Trans Sport (un jumeau du Venture) à la fin de 1996, et il a reçu une note «Pauvre» dans le test de collision frontale décalé à 40 mi/h (64 km/h) pour ses mauvaises performances structurelles, et a été classé comme le "véhicule le moins performant" de tous les véhicules testés, les résultats des tests indiquant un risque élevé de blessures graves ou mortelles. Ce résultat a affecté la réputation de sécurité du Venture et du Silhouette (ainsi que le Pontiac Montana / Trans Sport). Son jumeau européen, l'Opel Sintra, a également mal réussis les crash-tests de l'Euro NCAP, avec seulement deux étoiles (sur cinq).

### Euro NCAP
L'Euro NCAP a réalisé des crash-tests les modèles de 1998, relevant des déficiences significatives. La structure de la cabine s'est démontrée est instable et la colonne de direction (avec les airbags) se sont rompus (contrairement au test effectué par l'IIHS d'Amérique du Nord, durant lequel la colonne de direction du Pontiac Trans Sport s'est déplacée vers le haut), pouvant causer des blessures fatales au cou, et des blessures importantes aux pieds.
Malgré des résultats relativement bons lors des impacts latéraux, le Sintra a reçu la note de 2.5 étoiles..
La popularité du Sintra est ternie par ces piètres résultats, ce qui entraine l'arrêt de la production de ce modèle en avril 1999.
Dérivé de l'Astra, l'Opel Zafira, un monospace compact, a commencé à être produit en même temps que le Sintra a cessé d'être commercialisé. Il a été dit que le Zafira a remplacé la Sintra, mais en fait Opel n'a jamais produit un monospace vraiment équivalent au Sintra, qui est un grand monospace familial et non un monospace compact.